# Vjačeslav Staršinov
Vjačeslav Staršinov (* 6. května 1940 Moskva) je bývalý ruský hokejový útočník, který nastupoval v sovětské reprezentaci. Patří k nejúspěšnějším sovětským hokejistům historie a je členem Síně slávy Mezinárodní hokejové federace.

## Kariéra
Svou profesní kariéru začal v roce 1957 v Moskvě, v týmu Spartak Moskva. Následujících 15 let strávil v tomto klubu, zaznamenal 405 gólů v 540 utkáních. Se Spartakem se stal třikrát mistrem země (1962, 1967, 1969), dvakrát vyhrál mistrovství SSSR (1970, 1971). Také během této doby Staršinov získal stříbrnou medaili na mistrovství SSSR v roce 1965, 1966, 1968, 1970, bronz 1963, 1964, 1972, 1975, 1979, hrál ve finále poháru SSSR v roce 1967. V roce 1975 odešel do japonského klubu Oji Seyzi jako hrající trenér. V týmu SSSR se zúčastnil 10 mistrovství světa, v devíti z nich vyhrál zlaté medaile (všechna v řadě 1963–1971), na mistrovství světa 1961 získal bronzovou medaili. Na mistrovství světa v roce 1965 byl zvolen nejlepším útočníkem. Kromě toho se dvakrát účastnil olympijských her a dvakrát vyhrál zlatou medaili (1964 a 1968). Hrál ve druhém utkání legendární série SSSR – Kanada v roce 1972. V letech 1969–1971 byl kapitánem reprezentace Sovětského svazu. Ve 182 reprezentačních utkáních vstřelil 149 gólů. Na mistrovství světa a olympijských hrách nastoupil v 78 zápasech, vstřelil 64 gólů. Byl oceněn několika státními vyznamenáními.
Je absolventem moskevského leteckého technologického institutu (1964). V roce 1975 se stal kandidátem pedagogických věd.
V roce 2007 byl uveden do Síně slávy Mezinárodní hokejové federace.
Je autorem knih „I – první linie“ (1971) a „Hokejová škola“ (1974).

## Vyznamenání
- Řád rudého praporu práce (1965)
- Řád „Badge of Honor“ (1968), Medaile za zásluhy (2010)
- Řád „Za zásluhy“ III. stupně (26. dubna 2000) a IV. (18. ledna 2007) – za mimořádný přínos k rozvoji národních sportovních
- Řád přátelství (1995, v souvislosti s 60. výročím společnosti „Spartacus“)
- Olympijský řád (2000)